# Windows Server Update Services
Windows Server Update Services (WSUS), раніше відомий як Software Update Services (SUS) — сервіс оновлень для операційних систем і продуктів Microsoft. Дозволяє адміністраторам керувати розповсюдженням оновлень в корпоративній мережі. Може бути безкоштовно завантажений з сайту Microsoft, або встановлений як роль на серверну ОС сімейства Windows Server. WSUS завантажує оновлення з сайту Microsoft Update, а потім розповсюджує їх по локальній мережі.

## Процес
WSUS 2.0 і вище містять репозиторій пакетів Microsoft. Це дозволяє адміністраторам затверджувати на встановлення чи видалення, або відхиляти оновлення перед випуском, змушувати встановлювати оновлення в певний час і отримувати звіти про необхідність оновлень на кожному ПК. Адміністратори також можуть налаштувати WSUS для автоматичного затвердження певних класів оновлень (критичні, оновлення безпеки, сервіс паки, драйвери і т. д.).
Адміністратори також можуть використовувати WSUS з груповими політиками для конфігурації клієнтських налаштувань оновлень.
WSUS використовує .NET Framework, Microsoft Management Console і Internet Information Services. WSUS 3.0 і вище використовує MS SQL Server Express або Windows Internal Database як рушій бази даних. System Center Configuration Manager (SCCM) взаємодіє з WSUS і може імпортувати сторонні оновлення в продукти.

## Історія версій
| Версія                               | Дата             | Коментар |
| ------------------------------------ | ---------------- | --- |
| 2.0 Release Candidate                | 22 березня 2005  | |
| 2.0                                  | 6 червня 2005    | |
| 2.0 Service Pack 1                   | 31 травня 2006   | Додано підтримку Windows Vista, додаткових мов, використання Microsoft SQL Server 2005 як база даних, покращення продуктивності вебверсії інтерфейсу |
| 3.0 Beta 2                           | 14 серпня 2006   | Інтерфейс на основі MMC |
| 3.0 Release Candidate                | 12 лютого 2007   | |
| 3.0                                  | 30 квітня 2007   | |
| 3.0 Service Pack 1 Release Candidate | 1 листопада 2007 | |
| 3.0 Service Pack 1                   | 7 лютого 2008    | |
| 3.0 Service Pack 2                   | 25 серпня 2009   | Включено як роль з Windows Server 2008 R2 |
| 4.0                                  | 26 жовтня 2012   | Включено як роль з Windows Server 2012 |
| 6.3                                  | 18 жовтня 2013   | Включено як роль з Windows Server 2012 R2 |
| 10                                   | 26 вересня 2016  | Включено як роль з Windows Server 2016 |

## Зовнішні посилання
- WSUS Product Team Blog [Архівовано 4 травня 2010 у Wayback Machine.]